# Chironius exoletus
Chironius exoletus – gatunek węża z rodziny połozowatych (Colubridae). Występuje w północnej i środkowej Ameryce Południowej oraz w Ameryce Centralnej. Prowadzi dzienny, częściowo nadrzewny tryb życia.

## Systematyka
Takson ten po raz pierwszy zgodnie z zasadami nazewnictwa binominalnego opisał w 1758 roku szwedzki przyrodnik Karol Linneusz w 10. wydaniu swego dzieła Systema naturae per regna tria naturae, secundum classes, ordines, genera, species, cum characteribus, differentiis, synonymis, locis. Autor nadał wężowi nazwę Coluber exoletus, a jako miejsce typowe błędnie wskazał „Indiis” (Indie). Holotyp (UUZM 150) zaginął.

### Etymologia
- Chironius: w mitologii greckiej Chiron (gr. Χείρων Cheírōn, łac. Chiron), był najmądrzejszym i najbardziej cywilizowanym z centaurów[6].
- exoletus: łac. exoletus – „wysłany, wygnany”, „dorosły”[3].

## Morfologia
Jest to średniej wielkości wąż o małej głowie, której szerokość jest podobna do szerokości szyi, dużych oczach o tęczówkach jasnobrązowych z żółtym pierścieniem otaczającym źrenicę i dość jednolitym ubarwieniu. Dorosłe osobniki mają barwę od oliwkowobrązowej do zielonej. Dolna część głowy, gardło i podbródek jasnożółta, brzuch zielony. Młode osobniki mają brązowy, oliwkowy lub niebieskawy grzbiet, część z nich ma od 17 do 53 wąskich, skrzyżowanych jasnych ukośnych pasm, brzuch zielonkawobiały. Węże tego gatunku są podobne do sipo górskiego (Chironius monticola) i Chironius multiventris.
Wymiary:
|                          | Samiec | Samica |
| Długość całkowita (mm)   | 1531   | 1545   |
| Długość SVL (mm)         | 973    | 1000   |
| Łuski grzbietowe (rzędy) | 12     | 12     |

## Występowanie
Występuje w Panamie, Kostaryce, Wenezueli, Gujanie, Surinamie, Gujanie Francuskiej, Brazylii, Argentynie, Boliwii, Peru, Kolumbii i Ekwadorze. W Ekwadorze stwierdzono jego występowanie w prowincjach Carchi, Azuay, Imbabura, Pichincha, Cotopaxi, Santo Domingo de los Tsáchilas, Esmeraldas, Guayas, Manabí, Napo, Orellana, Morona Santiago, Pastaza, Sucumbíos, Tungurahua i Zamora-Chinchipe. Jest spotykany w przedziale wysokości 0–2167 m n.p.m.

## Ekologia i zachowanie
Gatunek ten występuje zwykle w tropikalnych wilgotnych lasach górskich, tropikalnych wilgotnych lasach nizinnych w strefie międzyzwrotnikowej. Prowadzą dzienny, mieszany tryb życia naziemny i nadrzewny. W nocy śpią zwinięte na roślinności podszytu. Jego dieta składa się głównie z dorosłych bezogonowych i kijanek (m.in. Boana appendiculata, Boana calcarata, Boana lanciformis, Boana punctata, Dendropsophus bifurcus, Dendropsophus marmoratus, Osteocephalus taurinus, Phyllomedusa tomopterna, Scinax garbei, Scinax ruber, Smilisca phaeota, Lithobates palmipes), obejmuje także jaszczurki (m.in. Hemidactylus mabouia, Thecadactylus rapicauda) oraz płazy ogoniaste (m.in. Bolitoglossa altamazonica).

## Status
W Czerwonej księdze gatunków zagrożonych IUCN Chironius exoletus jest uznawany za gatunek najmniejszej troski (LC, ang. Least Concern). Wielkość populacji nie jest oszacowana, a gatunek ten opisywany jest jako pospolity. Trend liczebności populacji jest prawdopodobnie stabilny.